# Tomaševec (Klanjec)
 Tomaševec  falu Horvátországban Krapina-Zagorje megyében. Közigazgatásilag Klanjechez tartozik.

## Fekvése
Zágrábtól 30 km-re északnyugatra, községközpontjától  3 km-re délkeletre a Zagorje területén, a megye délnyugati részén fekszik.

## Története
A falunak 1857-ben 281, 1910-ben 345 lakosa volt. Trianonig Varasd vármegye Klanjeci járásához tartozott.  2001-ben 201 lakosa volt.

## Külső hivatkozások
- Klanjec város hivatalos oldala
- Klanjec város információs portálja